# Акваранчо (Месина)
Акваранчо (итал. Acquarancio) је насеље у Италији у округу Месина, региону Сицилија.
Према процени из 2011. у насељу је живело 19 становника. Насеље се налази на надморској висини од 294 м.